# Premio europeo per le città accessibili
Il Premio europeo per le città accessibili (in inglese Access City Award) è un premio assegnato annualmente dalla Commissione europea a tre città europee che si sono distinte nel rendere il tessuto urbano più accessibile a tutti i suoi cittadini, con particolare attenzione ai problemi legati all'età ed al livello di mobilità in generale.
Il premio è stato lanciato a maggio 2010 in occasione dell'approvazione della strategia europea sulla disabilità (2010-2020). 

## Criteri e obiettivi
Attualmente possono partecipare alla selezione solo le città europee con più di 50.000 abitanti. L'obiettivo è di creare un'Europa senza bariere che permetta a tutti i suoi cittadini di muoversi liberamente in modo dignitoso. Di solito le candidature devono pervenire entro l'inizio di settembre e la premiazione avvine intorno al 3 dicembre, Giornata europea delle persone con disabilità, in occasione del Forum europeo della disabilità.
In quest'ambito si chiede alle città di dimostrare di aver migliorato l'accessibilità:
- negli spazi pubblici
- nei servizi pubblici
- nei trasporti e relative infrastrutture.

Oltre al premio che prevede anche un contributo economico di 150.000, 120.000 e 80.000 euro, è prevista una menzione speciale per città che si sono distinte in un particolare settore.
Il premio permette inoltre di diffondere e condividere le pratiche migliori già adottate dalle città selezionate per raggiungere tali obiettivi in tutta Europa.

## Cronologia delle città vincitrici
Le città vincitrici del premio dalla sua istituzione, nel 2010:
- 2011:  Avila
- 2012:  Salisburgo. Seconde e terza classificata furono Cracovia (Polonia), Marburg (Germania) e Santander (Spagna). Menzione speciale per importanti risultati sono stati assegnati a: Terrassa (Spagna) per l'ambiente costruito e gli spazi pubblici, Lubiana (Slovenia) per i trasporti e le relative infrastrutture, Olomouc (Repubblica Ceca) per l'informazione e la comunicazione, comprese le nuove tecnologie e Grenoble (Francia) per strutture e servizi pubblici.
- 2013:  Berlino. Seconda e terza classificata furono Nantes (Francia) e Stoccolma (Svezia). La giuria ha inoltre assegnato menzioni speciali a: Pamplona (Spagna) per l'ambiente costruito e gli spazi pubblici, Gdynia (Polonia) per i trasporti e le relative infrastrutture, Bilbao (Spagna) per l'informazione e la comunicazione, comprese le nuove tecnologie e Tallaght (Irlanda) per le strutture pubbliche e i servizi.
- 2014:  Göteborg. Seconda e terza classificata furono Grenoble (Francia) e il terzo posto Poznan (Polonia). Menzioni speciali assegnate a Belfast (Regno Unito), Dresda (Germania), Burgos (Spagna) e Malaga (Spagna).
- 2015:  Borås. Seconda e terza classificata furono Helsinki (Finlandia) e Lubiana (Slovenia). Le menzioni speciali sono andate a Logroño (Spagna) per l’ambiente costruito e gli spazi pubblici e a Budapest (Ungheria) per l’impegno nel settore dei trasporti. Arona (Spagna) e Lussemburgo hanno ricevuto una menzione speciale per le strutture e i servizi pubblici.
- 2016:  Milano. Seconda e terza classificata furono Wiesbaden (Germania), e Tolosa (Francia). Vaasa (Finlandia) ha ricevuto una menzione speciale per l’impegno nel migliorare l'ambiente di lavoro per i cittadini anziani e disabili. Un’altra menzione speciale è stata assegnata a Kaposvár (Ungheria) per l’impegno nel migliorare l’accessibilità.
- 2017:  Chester. Seconda e terza classificata furono Rotterdam (Paesi Bassi) e Jūrmala (Lettonia). Menzione speciale per Lugo (Spagna), Skellefteå (Svezia), Alessandria (Italia) e Funchal (Portogallo).
- 2018:  Lione. Seconda e terza classificata furono Lubiana (Slovenia) e Lussemburgo. Menzione speciale per Viborg (Danimarca) per aver riconciliato il suo patrimonio storico e il paesaggio collinare con un'infrastruttura accessibile.
- 2019:  Breda. Seconda e terza classificata furono Évreux (Francia) e Gdynia (Polonia). Menzione speciale per Kaposvár (Ungheria) per i suoi continui miglioramenti e Vigo (Spagna) per la sua architettura innovativa.
- 2020:  Varsavia. Seconda e terza classificata furono Castellóde la Plana (Spagna) e Skellefteå (Svezia). Menzione speciale per La Canea (Grecia), Tartu (Estonia) ed Evreux (Francia).
- 2021:  Jönköping. Seconda e terza classificata sono Bremerhaven (Germania), Gdyna (Polonia). Menzione speciale a Poznań (Polonia) per l'accessibilità ai servizi pubblici, Komotini (Grecia) per l'accessibilità alla città e Firenze (Italia) per l'accessibilità agli edifici.
- 2022:  Lussemburgo. Seconda e terza classificata furono Helsinki (Finlandia) e Barcelona (Spagna). Menzione speciale Lovanio (Belgio) per aver integrato l’accessibilità, anche nell'area digitale; Palma di Maiorca (Spagna) per aver migliorato l'accesso all'ambiente fisico, comprese spiagge e parchi.
- 2023:  Skellefteå. Seconda e terza classificata furono Cordoba (Spagna) e Lubiana (Slovenia). Menzione speciale per Amburgo (Germania) per l'ambiente edificato; Grenoble (Francia) per la rete di trasporto; Mérida (Spagna) per le tecnologie dell'informazione e della comunicazione.[6]